# Trattato di Zgorzelec

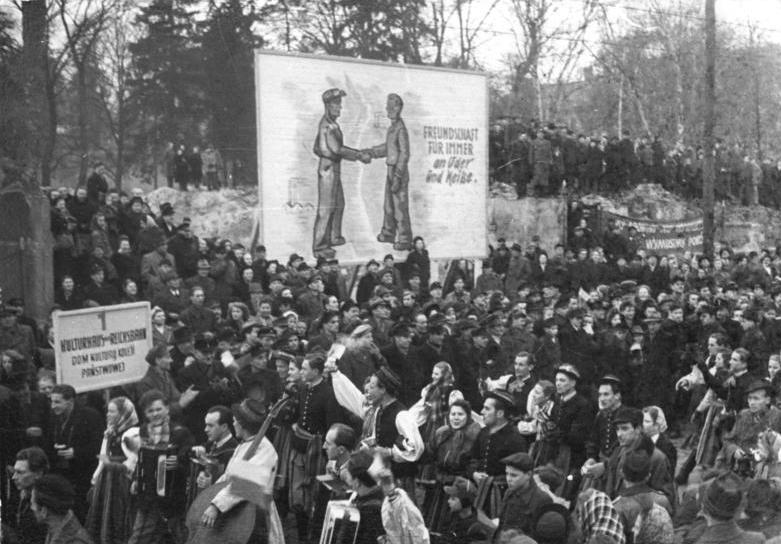
Manifesto della Germania Est che esalta l'accordo tra le due nazioni.

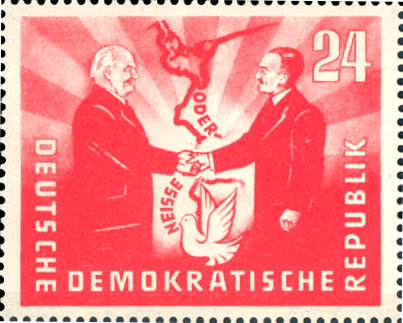
1951: francobollo commemorato della Germania Est con i presidenti Wilhelm Pieck (RDT) e Bolesław Bierut (Polonia).

Il trattato di Zgorzelec, conosciuto anche come trattato di Görlitz (e definito Układ zgorzelecki in lingua polacca e Görlitzer Abkommen in lingua tedesca) fu un trattato siglato il 6 luglio 1950 nella città di nome Zgorzelec, posta sul fiume Neiße. 
Il trattato servì a rendere definitivo il confine tra la Germania e la Polonia (e di cui con Germania s'intende l'allora Repubblica Democratica Tedesca).
L'edificio in cui venne firmato il trattato è oggi uno dei principali luoghi d'interesse di Zgorzelec ed è situato in un parco vicino ad un ponte stradale di attraversamento del confine.

## Storia
Tra tutte le decisioni prese durante le conferenze di Jalta e di Potsdam del 1945, gli Alleati stabilirono anche le demarcazioni tra le nazioni tedesca (RDT) e polacca post-belliche posizionandone il confine sul corso dei fiumi Neiße (un affluente dell'Oder) e l'Oder stesso fino al punto in cui esso sfocia (la laguna di Stettino).

### Contenuti del trattato

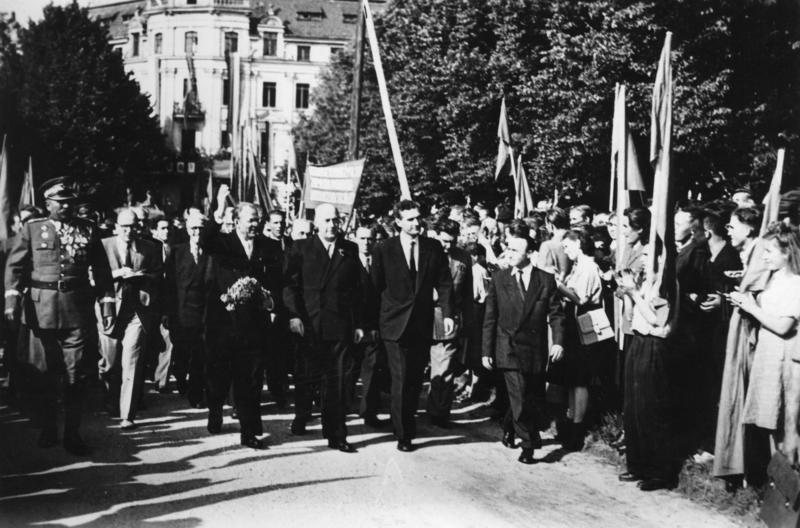
Cyrankiewicz e Grotewohl camminano in una via della città prima di firmare il trattato

Il trattato, ottenuto sotto pressioni sovietiche, fu siglato dal primo ministro provvisorio della RDT Otto Grotewohl ed il primo ministro polacco Józef Cyrankiewicz e fu formulato come una dichiarazione in cui i due governi riconoscevano la linea dei fiumi Oder-Neisse come confine definitivo tra i due Stati.

### Conseguenze nella guerra fredda
Nonostante il trattato fosse vincolante fra i due Stati, per il diritto internazionale rimase in sospeso e non fu mai visto come definitivo da molti membri occidentali della comunità internazionale, ed inoltre dai membri dei paesi NATO non fu mai riconosciuto come un trattato internazionale legittimo. 
Quattro anni più tardi l'Unione Sovietica concesse la sovranità alla Germania Est ma si riservò i diritti sulla stessa RDT in attesa di un trattato di pace definitivo con la Germania (riunita).
Nelle convenzioni Bonn-Parigi invece gli alleati della NATO (con le stesse motivazioni sovietiche) fecero la stessa cosa con la Germania Ovest.

### Dopo la fine della guerra fredda
Con la fine della guerra fredda e la ratifica (1990) del trattato sullo stato finale della Germania, i confini definitivi della Germania Unita furono infine riconosciuti sia dal Patto di Varsavia che dagli alleati della NATO. 

Con il trattato sul confine tedesco-polacco del 14 novembre 1990 (e che entrò in vigore 16 gennaio 1992) il confine tra la Germania e la Polonia posto sulla linea dei fiumi Oder e Neiße fu definitivamente sancito e riconosciuto internazionalmente.